# المحمرة (عكار)
المحمرة  هي قرية لبنانية من قرى قضاء عكار في محافظة الشمال. تقع في تجمع للقرى يسمى الهضبات.
قبل عام 2006 لم يكن وضع بلدة المحمرة المحاذية لمخيم نهر البارد من الناحية الانمائية جيدا، لانها بلدة فقيرة يعتمد ابناؤها على وظائف المؤسسة العسكرية وقوى الأمن والزراعة.. ورغم الإهمال الذي لحق بهذه البلدة بعد معركة البارد من قبل كافة المؤسسات التي دعمت نازحي المخيم باستثناء القرى المجاورة الا انها صمدت في وجه المعارك الانمائية حيث طالها شرارة منها واستطاعت تنفيذ أهم مشروع للبلدة وهو إنشاء شبكة صرف صحي. وتسعى البلدية الحالية مستقبلا إلى ايجاد المزيد من المؤسسات غير الحكومية لتنفيذ المشاريع الانمائية للبلدة.يعتبر رئيس بلدية المحمرة الشيخ نديم التلاوي ان التحضيرات للانتخابات تجري عبر سياق لقاء المواطنين بهدف التوعية الاجتماعية، لافتا إلى ان مساعيه تتمحور حول دعوة الاهالي إلى التوافق فيما بينهم لكنه فوجئ بالرد غير الإيجابي من الطرف الثاني، واوضح ان عائلات المحمرة باتت منقسمة على نفسها آملا ان لا تنعكس هذه الانقسامات على المشاريع في البلدة.وتحدث التلاوي عن المشاريع التي نفذت مؤخرا اهمها افتتاح مدرسة تكميلية ومستقبلا سنسعى إلى بناء ثانوية إلى كافة أبناء البلدة. مع ايجاد وسيلة نقل خاصة بالطلاب للتخفيف قدر الإمكان من معاناة الاهالي وتأمين جيل متعلم في المستقبل.أيضا قال التلاوي: نسعى إلى بناء مركز بلدي ومسجد مع قاعة مخصصة للمناسبات ومتابعة مشكلة الطرقات الرديئة والتي تم انجاز قسم مهم منها، وانشاء شبكة مياه للشفة، ونحن ما زلنا ننتظر وعود الالمان بهذا الموضوع وذلك بعد الانتهاء من إنشاء شبكة الصرف الصحي التي ما زالت الأعمال جارية لانجازها، بتنفيذ الصندوق الكويتي وتبلغ طول مساحة الشبكة 8 كلم و200م، إضافة إلى إنشاء محطة تكرير في مخيم نهر البارد وذلك مكان المدارس السابقة التي كانت تابعة للاونروا لوصلها فيما بعد بالمحطة الاساسية في ميناء طرابلس. ولن تكون بلدة المحمرة الوحيدة المستفيدة من محطة الميناء بل كل القرى المجاورة (ببنين ـ العبدة ـ المنية وديرعمار).وذكر التلاوي ان بلدته على موعد إنشاء شبكة لمياه الشرب طولها حوالي 16 كلم مع خزان وآبار ارتوازية على نفقة الالمان.ولفت التلاوي إلى ان الجيش اللبناني سيقيم نصبا تذكاريا لشهداء الجيش الذين سقطوا في حرب المخيم ضد الإرهاب، معتبرا ان هذه الخطوة ستلقى صدى ايجابيا في المنطقة.يبلغ عدد الناخبين في بلدة المحمرة 1200 ناخب يقترع منهم حوالي 800 ناخب وحاليا تشهد البلدة لائحتان منافستان ويتألف المجلس البلدي من 12 عضوا